# Банатська Січ
Банатська Січ — це військове формування, що розташовувалося на території Австрійської імперії, в провінції Банат з 1785-го по 1790-й роки.

## Історія
Після служби в османському підданстві частина козаків Задунайської Січі звернулася до австрійського імператора Йосифа II з проханням, на певних умовах, дозволити жити в його володіннях. Такий дозвіл козаки отримали, зокрема велику роль відіграло бажання імператора взяти реванш у росіян, що переманили на територію Нової Сербії та Слов'яносербії сербських пандурів. У 1785 році колишні запорожці перейшли на землі в провінцію Банат, на береги річки Тиси в її нижній частині (нині — це територія Сербії), ставши австрійськими підданими. Козаки, разом з підрозділами граничар, складали частину Військового Кордону Австрійської імперії супроти Османської імперії. Так виникла Банатська Січ.
На Тисі козаки прожили 20 років та у 1804–1805 роках більша частина осіла на території Сейменів.